# Krasni (Voznessénskaia)
Krasni - Красный (rus) és un possiólok del krai de Krasnodar, a Rússia. Es troba a la riba dreta del riu Griaznukha, afluent del riu Txamlik, a 35 km al sud-est de Labinsk i a 178 km al sud-est de Krasnodar, la capital. Pertany al municipi de Voznessénskaia.